# Albert iz Ahena
Albert iz Ahena je istoričar prvog krstaškog rata.
Iako nikada nije bio na Istoku, napisao je najobimnije delo o prvom krstaškom ratu. Delo je napisano oko 1130. i zove se "Knjiga hrišćanske ekspedicije za oslobođenje i obnovu svete Jerusalimske crkve". Albet je prikupljao priče i legende o događajima na Istoku, a koje su u oblasti Rajne, u Nemačkoj, pričali povratnici iz Svete Zemlje. Kombinovao je istinite priče učesnika i očevidaca sa legendama i fantazijom.
U delu se nalaze sasvim netačni, ali i sasvim tačni podaci i zato treba biti oprezan pri korišćenju dela.

## Literatura
- Susan B. Edgington (1998). „Albert of Aachen and the Chansons de Geste”.  Ур.: John France, William G. Zajac. The Crusades and their sources: essays presented to Bernard Hamilton. Aldershot: Ashgate. стр. 23—37. ISBN 978-0-86078-624-5..
- Albert of Aachen (2007).  S. Edgington, ур. Historia Ierosolimitana. Oxford: Oxford Medieval Texts.
- F Krebs, (1881). Zur Kritik Alberts von Aachen. Munster.
- B Kugler, (1885). Albert von Aachen. Stuttgart.; M Pigeonneau, Le cycle de la croisade et de la famille de Bouillon (Paris, 1877)
- Heinrich von Sybel, (1881). Geschichte des ersten Kreuzzuges. Leipzig.
- F Vercruysse, Essai critique sur la chronique d'Albert d'Aix (Liege, 1889)

## Spoljašnje veze
- [http://thelatinlibrary.com/albertofaix.html .